# Karl Gottfried von Leitner

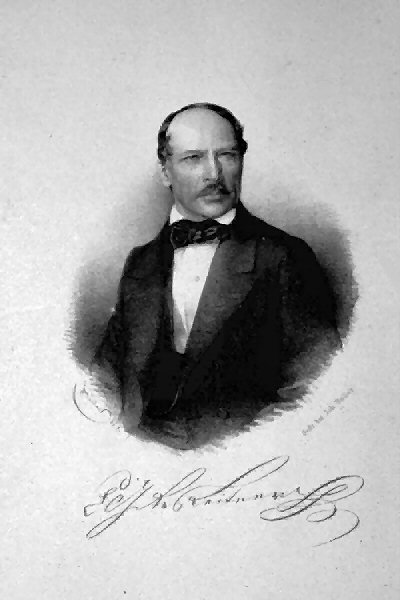
Karl Gottfried Ritter von Leitner, Lithographie von Johann Stadler, 1857

Karl (Carl) Gottfried Ritter von Leitner (* 18. November 1800 in Graz; † 20. Juni 1890 ebenda) war ein österreichischer Schriftsteller.
Leitner studierte Philosophie, Geschichte und Jura, anschließend war er als Gymnasiallehrer in Cilli und Graz tätig. Von 1837 bis 1854 war er landständischer Sekretär. Von 1858 bis 1864 war er Kurator des Joanneums.
Die Gedichte Leitners wurden zum Teil von Franz Schubert vertont.

## Leben
Karl Gottfried Ritter von Leitner war Abkömmling eines seit dem 17. Jahrhundert durch den ritterlichen Adel ausgezeichneten Geschlechts. Sein Vater Cajetan Franz v. L., landständischer Rechnungsrat, war auch literarisch tätig, starb schon 1805, die Mutter vermählte sich 1807 zum zweiten Mal. Leitner besuchte in Oberwölz die Volksschule. der Nach seinen Gymnasialstudien in Graz wandte sich Leitner dem Studium der Rechte und der steiermärkischen Geschichte zu. Während seines Studiums wurde er 1820 Mitglied des Grazer burschenschaftlichen Kreises. Er bekleidete schon 1824 und 1825 provisorische Lehrämter an den Gymnasien von Cilli und Graz. Er war auch Gast des Salons von Marie Pachler-Koschak. Angesehene heimische Dichter und Gelehrte, wie Johann von Kalchberg und der Orientalist Joseph von Hammer-Purgstall, wurden durch Veröffentlichungen von Leitners Gedichten und Novellen (ab 1820) auf das dichterische Talent des Autors aufmerksam. Durch diese Personen gefördert, kam Leitner in den Dienst der steiermärkischen Stände. Er wurde 1835 zweiter und 1837 erster ständischer Sekretär und trat 1854 als solcher wegen seiner angegriffenen Gesundheit in den Ruhestand.
Nachdem sich Leitner 1846 vermählt hatte, verstarb seine Gattin Karoline schon 1854 auf einer Reise nach Italien in Pisa. Erzherzog Johann von Österreich ernannte Leitner 1858 zu einem der drei Kuratoren des von dem Erzherzog in Graz gegründeten Landesmuseum Joanneum.
1880 wurde ihm von der Universität Graz die Ehrendoktorwürde verliehen.
Er starb am 20. Juni 1890 kurz nach 12.00 Uhr „nach kurzem Leiden“. Zu diesem Zeitpunkt galt von Leitner als der „älteste österreichische Dichter“ sowie „Deutschlands Dichter-Nestor“.
Zu Leitners Freundes- und Bekanntenkreis zählten bekannte Dichter wie Johann Gabriel Seidl, Anastasius Grün und Franz Grillparzer, sowie der Musiker und Mystiker Jakob Lorber, dessen Biografie Leitner etwa 1884 verfasste und dessen religiöse Überzeugung er teilte.

## Werke
- Biografie von Erzherzog Johann von Österreich (1860)
- Herbstblumen, Stuttgart (1870)
- Novellen und Gedichte, Wien (1880)
- Gedichte, herausgegeben von Anton Schlossar (1909)
- Jakob Lorber Lebensbeschreibung, Zluhan Verlag (1998), ISBN 3-87495-043-3

## Vertonungen
Texte von Karl Gottfried von Leitner wurden von Komponisten wie Franz Schubert, Anselm Hüttenbrenner, Sigismund Thalberg, Franz Lachner, Robert Fuchs und Albert Stadler vertont.
Diese Vertonungen sind erschienen als Einspielung: Wie tut mir so wohl der selige Frieden! Lieder nach Texten von Karl Gottfried von Leitner, mit: Ulf Bästlein, Sascha El Mouissi, erschienen 2017 bei Gramola.